# Aldo Duscher
Alvaro Pedro Duscher (Esquel, 22 maart 1979) is een Argentijns voormalig betaald voetballer met ook een Oostenrijks paspoort die bij voorkeur op het middenveld speelde. In 2005 debuteerde hij in het Argentijns voetbalelftal.

## Carrière
Duschers eerste professionele wedstrijd was in 1996 voor Newell's Old Boys, waar hij tot 1998 31 wedstrijden speeldeen één goal scoorde. Daarna vertrok hij naar Europa om te gaan spelen voor Sporting Clube de Portugal, waarmee hij kampioen werd van de SuperLiga. Hij kwam 59 keer in acite voor de Portugezen en scoorde zeven goals. In 2000 tekende hij een contract bij Deportivo La Coruña, dat €13 miljoen voor hem betaalde. Duscher speelde er 157 wedstrijden, zonder te scorenkeer. Toen zijn contract in 2007 afliep, verkaste hij in juli naar Racing de Santander. Een jaar later verhuisde hij naar Sevilla FC. Hij verruilde in juni 2011 RCD Espanyol op huurbasis voor Barcelona Guayaquil. In de nadagen van zijn carrière speelde Duscher nog op Cyprus en in Griekenland.